# Sunrise at Campobello (opera teatrale)
Sunrise at Campobello è un'opera teatrale del drammaturgo e produttore statunitense Dore Schary, che debuttò a New York nel 1958. Il dramma racconta della malattia di Franklin Delano Roosevelt, che contrasse la poliomielite e perse l'uso delle gambe all'età di 39 anni.
Il dramma rimase in scena per oltre 500 repliche e vinse tre Tony Awards, tra cui miglior opera teatrale.
Nel 1958 il regista Vincent J. Donehue diresse l'omonimo adattamento cinematografico del dramma, con Ralph Bellamy nel ruolo di Franklin D. Roosevelt e Greer Garson in quello della moglie Eleanor.